# 덴마크 의회
덴마크 의회 또는 폴케팅(덴마크어: Folketing/Folketinget)은 덴마크의 단원제 의회이다. 의원 정수는 179명으로, 덴마크 본토에서 175명, 그린란드와 페로 제도에서 각 2명을 선출한다.
1953년까지 폴케팅은 상원이었던 란스팅(덴마크어: Landsting/Landstinget)과 더불어 제국의회 양원 중 하나였다. 이후 제국의회는 없어지고 폴케팅이 입법 기관이 되었다. 의회는 코펜하겐에 있는 크리스티안스보르 성에서 회의를 연다. 폴케팅의 입법 기능은 덴마크 헌법에 명시되어 있다.
의회 선거는 4년마다 실시된다. 총리는 특별한 근거 없이도 언제든지 국왕에게 의회 해산을 요청할 수 있다. 국왕은 재선거 요청을 항상 수락해야 한다. 정부가 주요 안건에 대해 의회 과반수 지지 획득에 실패하면, 총리는 내각에서 물러나거나 의회를 해산하고 재선거를 실시해야 한다.
선거에서 유효표 2%을 얻어 봉쇄 조항을 넘거나, 지역구에서 당선자를 배출하는 정당은 원내정당이 된다. 덴마크 총리는 의회에서 선출되는 것이 아니라 국왕이 임명한다. 하지만 국왕은 의회의 의사에 반해서 총리를 임명할 수 없다. 이는 총리가 되기 위해 의회 과반수 지지를 확보해야 하는 것이 아니라, 총리에 반대하는 의원수가 정원의 과반수를 넘지 않으면 된다. 이런 이유로 덴마크에서 소수 정부가 흔하게 탄생한다.

## 역사
덴마크 의회의 역사는 1849년 헌법에서 시작된다. 덴마크 제헌 헌법은 18세기 사상에 영향을 받아 급진 자유주의적 성격을 띄고 있었다. 보통선거권과 의회의 자율성, 양심의 자유, 전국민개정제가 포함되어 있었다. 하지만 이후 새 국왕의 지원을 받는 대지주와 공위 공직자들의 반동세력이 나타났다. 이들 외에 프로이센을 비롯한 자유주의에 반대하는 외국세력도 반동을 부추겼다. 1864년 프로이센, 오스트리아 연합군에 패하면서 헌법 수정이 이루어진다.
1866년 대지주와 자산가가 항상 다수를 차지할 수 있도록 상원(Landsting)을 도입한다. 국왕이 자신의 주변에서 총리를 임명하고, 의회자문 없이 예산안을 확정하면서, 국민 다수에 의해 뽑힌 자유주의적 하원은 영향력을 잃었다.
1900년 이후 자유당이 권력을 장악했지만, 내부 균열과 보수파가 다수인 상원과의 갈등으로 입법을 주도하지는 못했다. 1915년에 다시 헌법 개정이 이루어져, 상원의 권한제한과 여성 투표권 확대, 비례대표제가 도입되었다.
제1차 세계 대전이 끝나고 전간기 동안 산업화가 급진전되면서, 사민당이 자유당을 대신해 원내 지배적 위치를 차지한다. 제2차 세계 대전의 종전으로 독일의 덴마크 점령이 끝난 후에도 1960년대까지 사민당의 우위는 이어졌다.
사민당이 주도하던 1953년 자유주의 헌법에 대한 반동의 흔적이었던 상원을 폐지하고 단원제로 환원한다. 1960년대에서 1982년까지 사민당과 보수당이 번갈아가면서 집권을 했고, 1982년에서 1993년까지는 보수 연정이, 2001년까지 사민당이 연정 파트러를 바꿔가면서 집권했다. 2001년부터는 자유당과 보수당 연합이 집권하고 있다.

## 조직

### 의장
의장은 의회 운영의 최고 책임자이다. 의장은 부의장 4인과 의장단을 구성하며, 의장단은 대외적으로 의회를 대표하는 공식기구이다.

### 상임위원회
덴마크 의회의 상임위원회는 25개가 있다. 상임위원회 외에 필요에 따라 특별위원회가 구성되기도 한다. 상임위원회는 17명의 상임위원과 약간의 부위원으로 구성된다. 부위원은 정위원과 마찬가지로 상임위에 참석해 발언과 질문을 할 수 있다. 하지만 표결에는 참여할 수 없고, 상임위 보고서에 발언이 수록되지 않는다.
국제관계 상임위를 제외하고 대부분의 상임위원회는 법안을 다룬다.

### 교섭단체
덴마크 정당은 규율이 강한 편이기 때문에, 의정활동은 주로 교섭단체를 통해 이루어진다. 임기가 시작되면 각 정당의 의원단(교섭단체)는 대표와 간사, 총무등을 선출한다. 대표는 교섭단체의 활동을 조정, 지도하며, 간사는 다른 교섭단체의 간사 정치현안에 대해 협상을 벌인다. 총무는 교섭단체에 지원되는 재원으로 교섭단체 비서진을 이끈다.
일반적으로 원내교섭단체는 중앙당으로부터 독립성을 가지고 있다. 정당에 따라 중앙당의 원내교섭단체에 대한 영향력은 상이하다. 급진당같은 경우 당대표는 의원이 될 수 없다는 규정을 두고, 의원단의 자율성을 보장하고 있다. 반대로 사회인민당처럼 중요한 결정을 할 때, 대표단의 지시에 따르는 등 의원단의 자율성이 약한 경우도 있다.

### 옴부즈만
덴마크의회는 1953년 스웨덴의 영향을 받아 옴부즈만제도를 도입한다. 옴부즈만은 법률가 중에서 의회가 선출하며, 의원은 선출될 수 없다. 매년 의회에 보고서를 제출해야 하며, 의회에서 언제든지 해임할 수 있다. 옴부즈만의 임무는 행정기관으로부터 시민을 보호하는 역할을 한다. 옴부즈만은 행정결정의 합법성만을 살피는 것이 아니라 "좋은 행정활동"을 하고 있는지를 검토한다. 옴부즈만의 권고는 사법적 구속력을 가지지는 않지만, 해당부서는 의회의 공격거리가 될 수 있기 때문에 자발적으로 권고를 수용하는 편이다. 2006년의 경우 3951건의 민원이 제기되었고, 이중 78.6%는 기각되었다. 나머지 25.7%는 문제 지적이나 권고조치를 내렸다.

### 의회 사무처
의회 사무처는 의원들의 입법의 질향상과 효율적인 정부견제, 건설적 정치 논의를 위해 여러 서비스를 제공하고 있다. 사무처가 직원은 440명이며, 사무처장이 총괄한다. 의장비서실과 총무국, 입법서비스실, 상임위 비서실, 유럽연합 업무 비서실등이 있다.

## 의정활동 지원
의원에게 공무원 월급 38단계에 해당하는 세비와 주거비용이 지급된다. 2008년 4월 현재 세비는 571,641크론, 즉 76,715유로 정도였다. 주거비용의 경우 연간 53,647 크론 (7,201 유로)이 지급되고, 그린란드나 페로제도 출신의 의원 경우 조금 더 지급된다. 의정활동을 위해 코펜하겐 지역의 추가 거주지가 있는 경우 그 비용을 보전해준다. 비용보전액은 연금과 수도세, 가스료, 전기료 등의 보용보전액 63,271크론(8,491유로)를 포함해 최대 88,580 크론(11,888유로)까지 지원이된다. 코펜하겐 추가거주 비용을 보전 받지 않는 경우 코펜하겐 숙박비를 보전해준다.
정당의 원내활동을 지원하기 위해 원내그룹별로 의정활동비용이 지급된다. 정당에 지급하는 의정활동비는 "기본할당"과 "의석비례할당"으로 구분된다. 4석이상을 가진 정당에게는 기본할당으로 월 263,461크론(35,360유로)가 지급된다. 4석 미만의 정당은 기본할당에 1/4에 의석수를 곱한만큼 기본할당을 받게된다. "의석비례할당"으로 의석수당 월 41,249 크론(5,537유로)씩 지급된다. 10석을 가진 정당의 경우 5,537유로*10석에 기본할당 35,360유로 더해 월 90,750유로를 받게 된다. 의정활동비는 공무원 월급에 비례하여 조정된다.

## 선거

### 선거제도
덴마크 총선거는 4년마다 실시된다. 선거권은 만 18세 이상 덴마크에 주 거주지가 있은 덴마크인에게 주어진다. 피선거권은 선거권과 동일하다.
의원 선출 방식은 비례대표제로 선출한다. 의원 정수는 179명으로 이중 135명은 10개의 대선거구에서 선출하고, 40명은 정당투표에대한 비례성 보완을 위한 추가의석으로 선출한다. 나머지 4석은 그린란드와 페로 제도에서 각각 2인씩 선출한다. 선구구별로 의석 배정 5년 마다(2010. 2015. 2020...) 인구와 유권자수, 인구밀도(즉 면적)를 고려해서 배정한다. 지역구별 의석수는 2007년 선거의 경우 10에서 21석이었다.
유권자는 정당명부에 투표하거나, 개별 후보에 투표할 수 있다. 먼저 선거구별로 정당득표에 비율에 따라 각 정당에 의석이 배정된다. 이 때 군소 정당에 비해 주요 정당에 유리한 동트 방식(d'Hondts method)이 사용된다. 전국적 정당 득표와 지역구 배정 의석수의 불비례성 보완하기 위해 40석을 추가 배정한다. 이때 유효표의 2 % 이상을 득표한 정당만 추가의석을 배정받을 수 있다. 전체 175석을 헤어-니마이어 방식 (또는 최대 잔여방식)으로 정당별로 배정하고, 정당별로 지역구 당선자 수를 제한 만큼의 의석을 추가로 배정받는다. 정당별로 추가 배정된 의석은 수정 상트라귀 방식으로 3개의 광역지역으로 배분한 후, 다시 지역구로 배정한다. 지역구에서 추가의석을 배정받은 정당은 지역구 낙선자중 최대득표자를 당선자로 선출한다.

### 현 의회 선거결과
2019년 6월 5일 실시된 덴마크의 선거결과는 아래와 같다.
| 정당                                                   | 정당                           | 득표      | 득표   | ±      | 의석   | ±      |
| 정당                                                   | 정당                           | #         | %      | ±      | 의석   | ±      |
| 덴마크                                                 | 덴마크                         | 덴마크    | 덴마크 | 덴마크 | 덴마크 | 덴마크 |
| ------------------------------------------------------ | ------------------------------ | --------- | ------ | ------ | ------ | ------ |
|                                                        | 사회민주당 (A)                 | 914,882   | 25.9   | –0.4   | 48     | +1     |
|                                                        | 좌파당 (V)                     | 826,161   | 23.4   | +3.9   | 43     | +9     |
|                                                        | 덴마크 인민당 (O)              | 308,513   | 8.7    | –12.4  | 16     | –21    |
|                                                        | 사회자유당 (B)                 | 304,714   | 8.6    | +4.0   | 16     | +8     |
|                                                        | 사회인민당 (F)                 | 272,304   | 7.7    | +3.1   | 14     | +7     |
|                                                        | 적녹동맹 (Ø)                   | 245,100   | 6.9    | –0.9   | 13     | –1     |
|                                                        | 보수인민당 (C)                 | 233,865   | 6.6    | +3.2   | 12     | +6     |
|                                                        | 대안당 (Å)                     | 104,278   | 3.0    | –1.8   | 5      | –4     |
|                                                        | 신우파 (D)                     | 83,201    | 2.4    | New    | 4      | New    |
|                                                        | 자유동맹 (I)                   | 82,270    | 2.3    | –5.2   | 4      | –9     |
|                                                        | 강경 (P)                       | 63,114    | 1.8    | New    | 0      | New    |
|                                                        | 기독교민주당 (K)               | 60,944    | 1.7    | +0.9   | 0      | 0      |
|                                                        | 클라우스 리스크르 페데르센 (E) | 29,600    | 0.8    | New    | 0      | New    |
|                                                        | 무소속                         | 2,774     | 0.1    | –0.1   | 0      | 0      |
| 무효표                                                 | 무효표                         | 37,801    | –      | –      | –      | –      |
| 합계                                                   | 합계                           | 3,569,521 | 100    | 0      | 175    | 0      |
| 등록유권자/투표율                                      | 등록유권자/투표율              | 4,219,537 | 84.6   | –      | –      | –      |
| 페로 제도                                              |                                |           |        |        |        |        |
|                                                        | 통일당 (B)                     | 7,349     | 28.3   | +4.8   | 1      | +1     |
|                                                        | 평등당 (C)                     | 6,630     | 25.5   | +1.2   | 1      | 0      |
|                                                        | 공화당 (E)                     | 4,830     | 18.6   | –5.9   | 0      | –1     |
|                                                        | 진보당 (F)                     | 639       | 2.5    | –0.7   | 0      | 0      |
|                                                        | 새로운 자치정부 (D)            | 333       | 1.3    | –0.4   | 0      | 0      |
| 무효표                                                 | 무효표                         | 244       | –      | –      | –      | –      |
| 합계                                                   | 합계                           | 26,206    | 100    | 0      | 2      | 0      |
| 등록유권자/투표율                                      | 등록유권자/투표율              | 37,264    | 70.3   | –      | –      | –      |
| 그린란드                                               |                                |           |        |        |        |        |
|                                                        | 인민의 공동체 (I)              | 6,881     | 33.4   | –5.1   | 1      | 0      |
|                                                        | 전진 (S)                       | 6,058     | 29.4   | –8.8   | 1      | 0      |
|                                                        | 민주당 (D)                     | 2,262     | 11.0   | +2.5   | 0      | 0      |
|                                                        | 우리나라의 후손들              | 1,616     | 7.8    | New    | 0      | New    |
|                                                        | 중립당 (P)                     | 1,565     | 7.6    | +2.9   | 0      | 0      |
|                                                        | 소속감 (A)                     | 1,099     | 5.3    | –2.1   | 0      | 0      |
|                                                        | 협력당                         | 520       | 2.5    | New    | 0      | New    |
| 무효표                                                 | 무효표                         | 614       | –      | –      | –      | –      |
| 합계                                                   | 합계                           | 20,615    | 100    | 0      | 2      | 0      |
| 등록유권자/투표율                                      | 등록유권자/투표율              | 41,344    | 49.9   | –      | –      | –      |
| 출처: Statistics Denmark, Kringvarp Føroya, Qinersineq |                                |           |        |        |        |        |

## 같이 보기
- 뢱팅

## 참고 문헌
- Jørgen Elklit, Anne Birte Pade, Nicoline Nyholm Miller (2011) The Parliamentary Electoral System in Denmark, Folketinget
- Folketinget(2009) parliamentary system of denmark[깨진 링크(과거 내용 찾기)], Folketinget
- Nannestad, Peter (2008) Das Politische System Dänemarks, in Ismayr, Wolfgang (eds.) Die Politischen Systeme Westeuropas. Vs Verlag fuer Sozialwissenschaften, Wiesbaden